# 七堵區

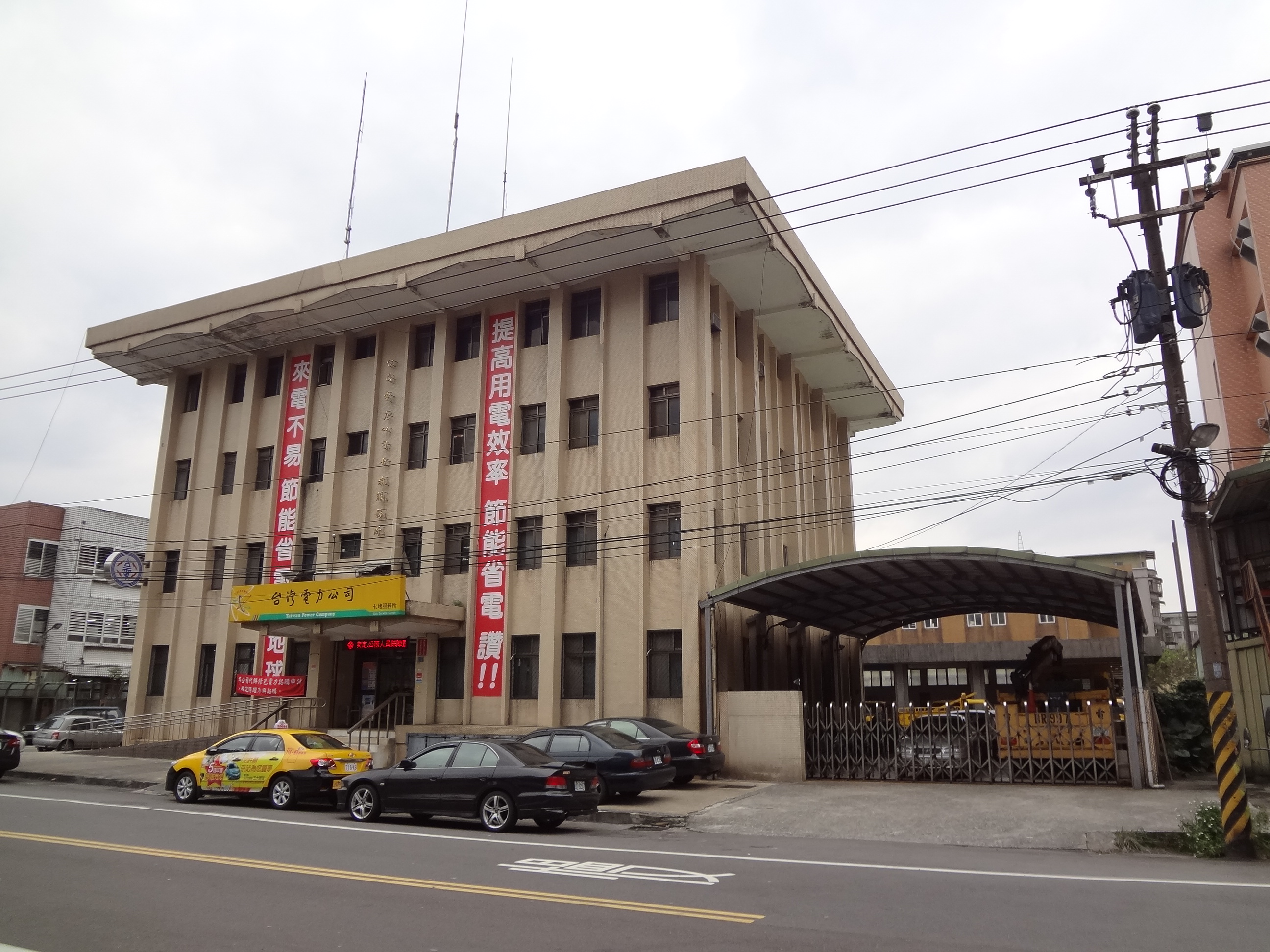
台灣電力公司基隆區營業處七堵服務所

七堵區位於臺灣基隆市最西端，是基隆市面積最大的行政區。由於基隆港附近腹地有限，加上七堵車站成為台鐵西部幹線對號列車的主要起點和終點站，基隆市政府已將七堵定位為基隆副都心。

## 歷史
七堵原是台灣原住民族巴賽族居住的區域。
清治時期漢人為防原住民侵襲，於居住地外圍設置土牆，土牆一丈稱為「板」，五板稱為「堵」。
七堵位於第七個防禦據點，故以此為名:。清領時期1684年，七堵隸屬諸羅縣。1723年改隸新成立的彰化縣。1731年復改隸新成立的淡水廳。1875年設立臺北府後，七堵改隸新成立的基隆廳，屬石碇堡。
日治時期1895年，七堵隸屬臺北縣基隆支廳，一部分屬五堵區，一部分屬暖暖區，一部分則屬瑪陵坑區。1897年改隸水返腳辦務署。1900年，將水返腳辦務署裁撤併入基隆辦務署。1901年，基隆辦務署改制為廳，七堵隸屬基隆廳，一部分屬第十八區，一部分屬第十九區，一部分則屬第二十區。1905年，第十八、十九、二十區分別改名為「五堵區」、「暖暖區」、「瑪陵坑區」。1909年，基隆廳併入臺北廳。1920年，將五堵區、暖暖區、瑪陵坑區合設立七堵，屬臺北州基隆郡:3。七堵庄轄七堵、草濫、六堵、五堵、友蚋、瑪陵坑、鶯歌石、港口、碇內、暖暖、八堵等11個大字:3－4。
1945年中華民國接管臺灣後，隸屬臺北縣基隆區七堵鄉，下轄21個村。1947年1月裁撤基隆區，七堵鄉改直隸於臺北縣；1月18日，配合基隆市政府擴大市政建設，七堵鄉劃入基隆市並改制為區，各村改制為里。1949年2月1日，將七堵區暖暖、八堵等地劃出暖暖區:5。之後七堵區行政區域歷經七次調整與變更:5－6。1980年，基隆市政府於鶯歌石興建國民住宅（即今安樂社區），鶯歌石及附近的港口地區人口激增。1988年3月1日，七堵區將安樂社區的三民里等六里劃歸於安樂區:6。

## 人口
根據基隆市政府民政處統計，2024年底七堵區戶數約2.3萬戶，人口約5.3萬人，區內人口最多與最少的里分別是百福里與瑪東里，2024年底兩里人口分別為7,121人與320人，其中瑪東里也是基隆市人口最少的里。

## 政治

### 區政組織
七堵區公所是基隆市政府在七堵區的派出機關，在中華民國政府架構中為市政府綜理區政的執行機關，上級業務監督機關為基隆市政府。区长由市長任命，其任期為無任期保障。在區長及秘書之下，設有4課1室等5個內部單位及1名人事管理員。七堵區為基隆市第七選區，在基隆市議會31席市議員中，七堵區共選出4席區域市議員（不包括平地原住民議員）。

### 行政區劃
七堵區的行政區劃轄有瑪南里、瑪東里、瑪西里、實踐里、富民里、永安里、永平里、自強里、八德里、正光里、友一里、友二里、正明里、長興里、長安里、泰安里、百福里、堵南里、堵北里、六堵里等20個里，共計412鄰。

## 教育

### 高級職業學校
- 國立基隆高級商工職業學校

### 國民中學
- 基隆市立明德國民中學
- 基隆市立百福國民中學

### 國民小學
- 基隆市七堵區七堵國民小學
- 基隆市七堵區尚仁國民小學
- 基隆市七堵區堵南國民小學
- 基隆市七堵區復興國民小學
- 基隆市七堵區五堵國民小學
- 基隆市七堵區長興國民小學
- 基隆市七堵區華興國民小學
- 基隆市七堵區瑪陵國民小學

## 交通

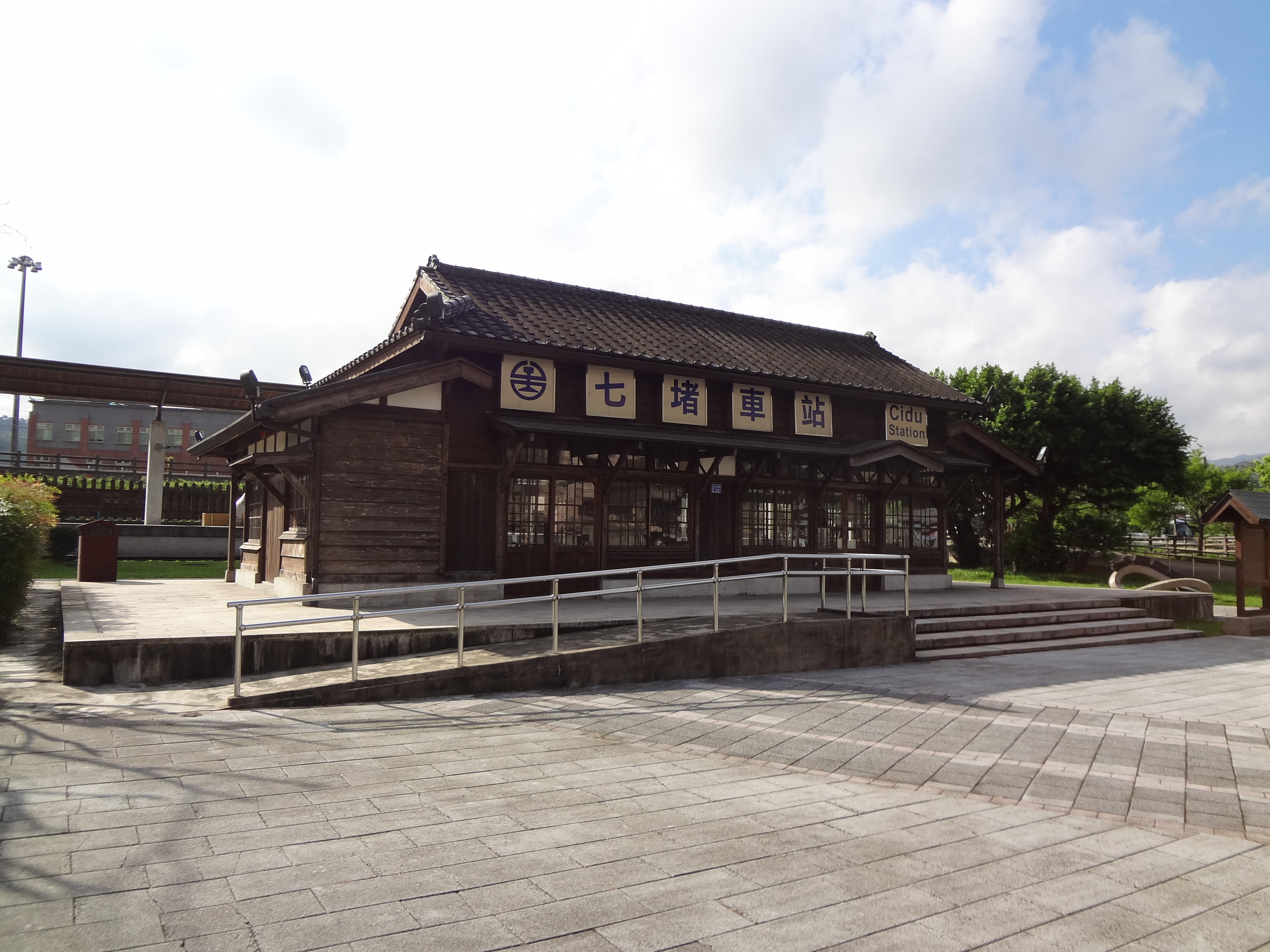
七堵車站舊站房

### 鐵路
臺灣鐵路管理局
- 縱貫線：七堵車站 - 百福車站

### 公路
- 國道一號（中山高速公路）
  - 大華系統交流道（5，連接台62線）
  - 五堵交流道 （6，連接五堵、友蚋、百福社區）
- 國道三號（福爾摩沙高速公路）
  - 瑪東系統交流道（2，連接台62線）
- 台5線：北基公路
  - 台5甲線
- 台62線（東西向快速公路 萬里－瑞濱）
  - 瑪東系統交流道（2，連接國道三號）
  - 七堵一交流道（3）
  - 七堵二交流道（5）
  - 大華系統交流道（6，連接國道一號）

### 郵政
- 中華郵政基隆七堵郵局(基隆3支)
  - 地址:基隆市七堵區明德一路171號
  - 郵遞區號:20645
- 中華郵政基隆六堵郵局(基隆14支)
  - 地址:基隆市七堵區工東街64號
  - 郵遞區號:20647
- 中華郵政基隆百福郵局(基隆24支)
  - 地址:基隆市七堵區百五街93號
  - 郵遞區號:20649

## 廟宇
- 百福宮
- 百福中埔福德宮
- 百福水尾福德宮
- 百福圳頭福德宮
- 台灣六堵聖母宮
- 草濫清水巖
- 草濫新福宮
- 七堵慶濟宮
- 頂圳福德宮

## 外部連結
- 我是七堵人
- 基隆市七堵區公所（页面存档备份，存于）
- YouTube上的七堵區公所頻道